# Линда (ураган, 1997)
Ураган «Линда» (англ. Hurricane Linda) — мощный ураган пятой (5-й) категории, а также является вторым по интенсивности ураганом в восточной части Тихого океана за всю историю наблюдений.
В момент пикового состояния, ураган «Линда» пронёсся рядом с островом Сокорро, разрушив при этом большинство метеорологических приборов. Ураган также оказал большое влияние на западное побережье Мексики, вызвав тем самым закрытие пяти портов. Если бы «Линда» совершил землепад в южной Калифорнии, то есть, перекинулся с воды на сушу, это был бы сильнейший шторм после подобного явления 1939 года. Хотя ураган не дошёл до штатов, он вызывал сильные дожди в регионе, последствиями которых стали: оползни и наводнение в Сан-Горгонио, разрушение 2 домов и повреждение 77 других. Сумма ущерба составила $3.2 млн. Несмотря на мощность и разрушительность урагана, имя «Линда» не стало восприниматься как нарицательное чего-то ужасного.